# Стрибок (фільм, 1985)
«Стрибок» (рос. «Прыжок») — український радянський кінофільм 1985 року режисера Миколи Малецького.

## Сюжет
На далекій зимівлі, де через погодні умови не може сісти літак, знадобилася невідкладна допомога лікаря, який володіє парашутною підготовкою. Такою людиною і обрали Кустовського, переплутавши його з братом. Сорокарічний лікар-педіатр, переживаючи в цей час особисту драму (від нього збирається піти дружина), наважується на стрибок…

## В ролях
| Актор                       | Роль          |
| --------------------------- | ------------- |
| Родіон Нахапетов            | Кустовський   |
| Михайло Єзепов              | Балахнін      |
| Олександра Турган           | Люба Кустова  |
| Аристарх Ліванов            | Олег          |
| Ніна Реус                   | Марина        |
| Світлана Немоляєва          | Олена Щукович |
| Микола Гринько              | Дорожников    |
| Сергій Іванов               | Коля          |
| Віктор Іллічов              | Буришкін      |
| Ігор Класс                  | Дон Кіхот     |
| Олександр Назаров           | Санчо         |
| Юрій Крітенко               | тренер        |
| Володимир Ставицький        | радист        |
| Сергій Никоненко            |               |
| Геннадій Кринкін            |               |
| Володимир Самойлов          |               |
| Ростислав Янковський        |               |
| Альберт Пєчніков            |               |
| Дмитро Матвєєв              |               |
| Аркадій Пучков              |               |
| Олександр Лазарев (старший) |               |
| Геннадій Болотов            |               |
| Анатолій Ведьонкін          |               |
| Юрій Кузьменков             |               |
| Валентин Смирнитський       |               |
| Олександр Харитонов         |               |
| Вадим Яковлев               |               |
| Андрій Харитонов            |               |

## Знімальна група
- Режисер-постановник: Микола Малецький
- Сценарист: Юрій Візбор
- Композитор: Вадим Храпачов
- Оператор-постановник: Ігор Бєляков
- Художники-постановникт: Лариса Жилко, Віталій Лазарєв

## Нагороди
Приз ЦК ЛКСМУ та диплом фестиваля творчому колективу картини; приз Держкіно України і диплом Ігорю Бєлякову — на Республіканському кінофестивалі у Жданові, 1986 рік.